# Westervoort
Westervoort é um município dos Países Baixos, situado na província da Guéldria. Tem 7,84 km² de área e sua população em 2020 foi estimada em 15.013 habitantes.